# Дидгороба
Дидгороба (груз. დიდგორობა, День Дидгори) — грузинский народный праздник, отмечаемый 12 августа в честь победы грузин в 1121 году над турками-сельджуками в Дидгорской битве. Содержание праздника символизирует значимость национальной консолидации. Праздничные мероприятия включают театральные постановки и выступления фольклорных ансамблей.

## Галерея

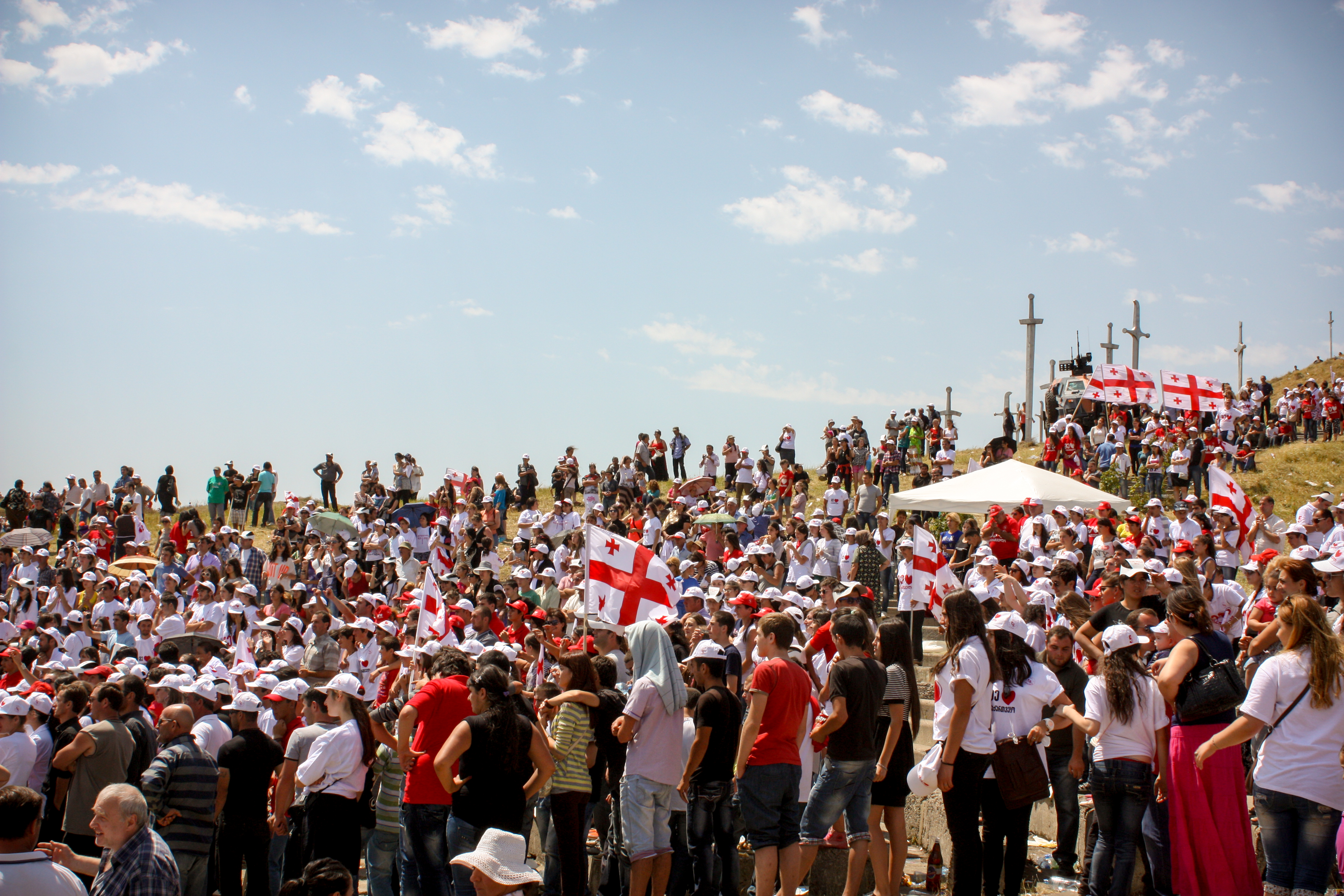
Дидгороба в 2012 году
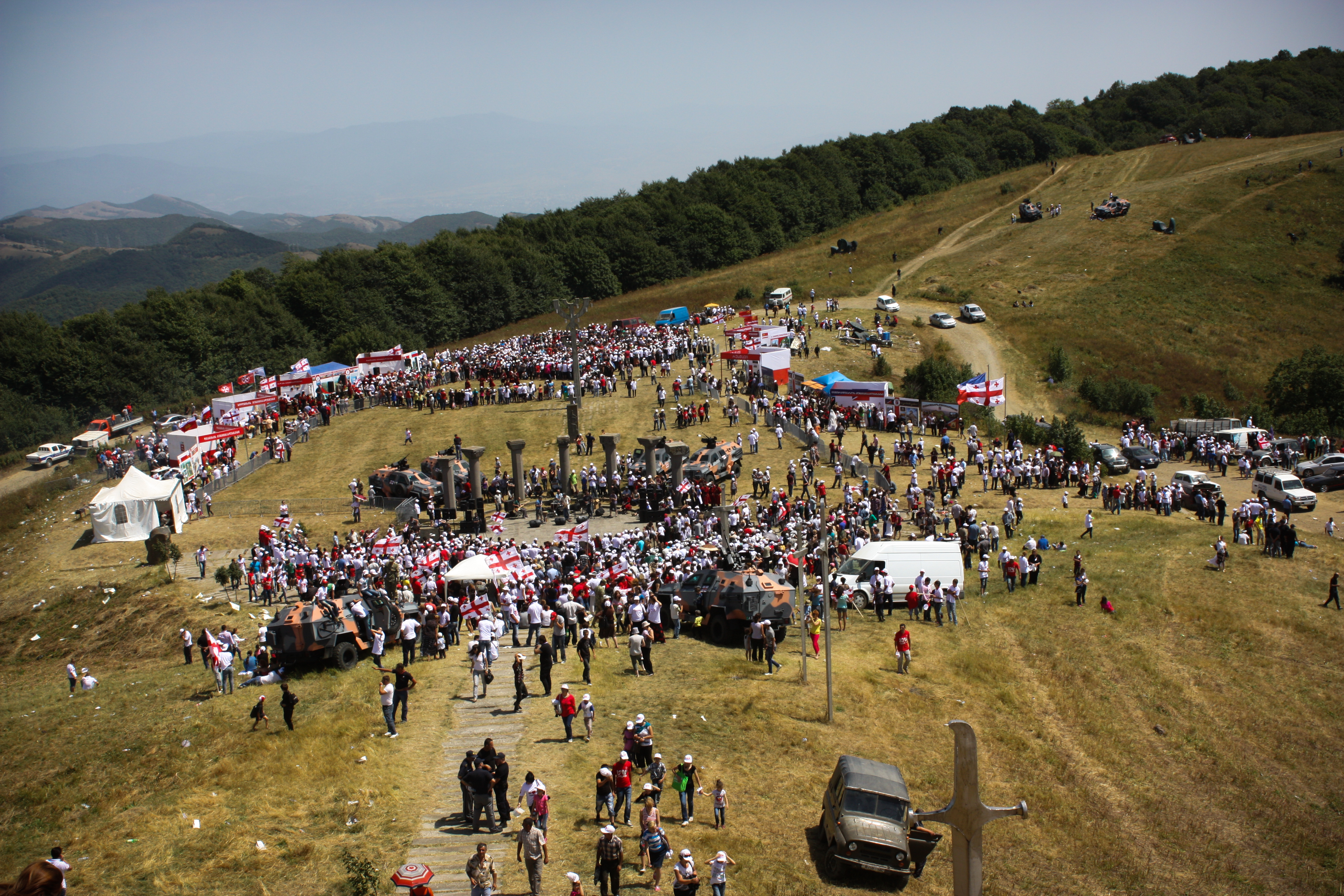
Дидгороба в 2012 году
Огромные мечи - часть мемориального комплекса на горе Дидгори
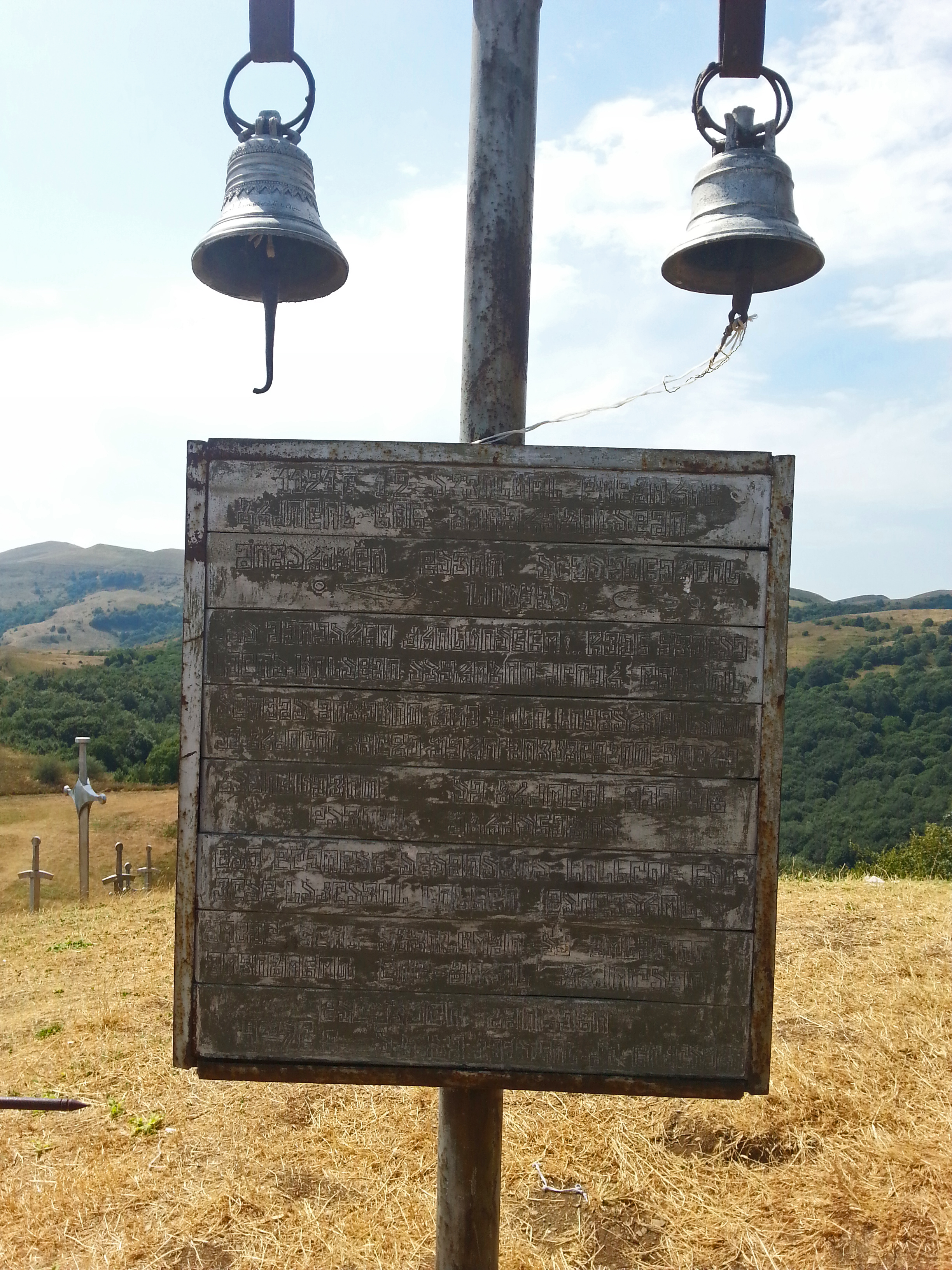
Мемориальная табличка